# Andō (Klan)

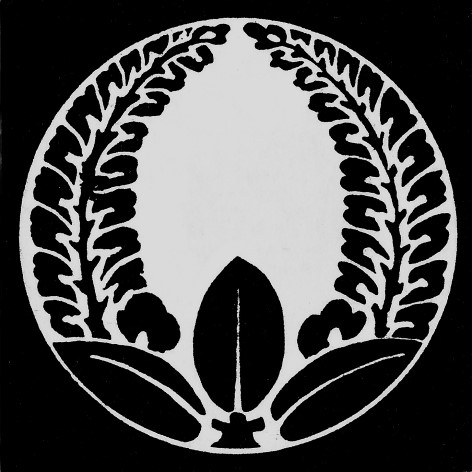
Wappen der Andō (Aufsteigender Blauregen)

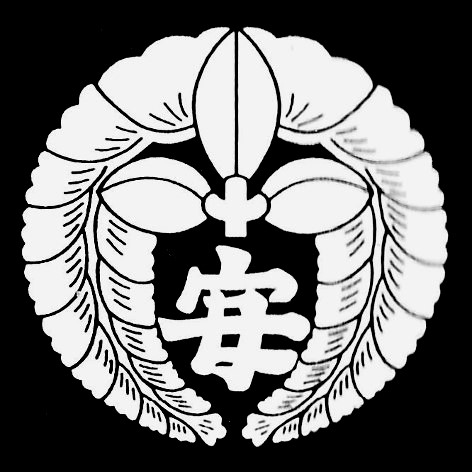
Wappen der Tanabe-Andō

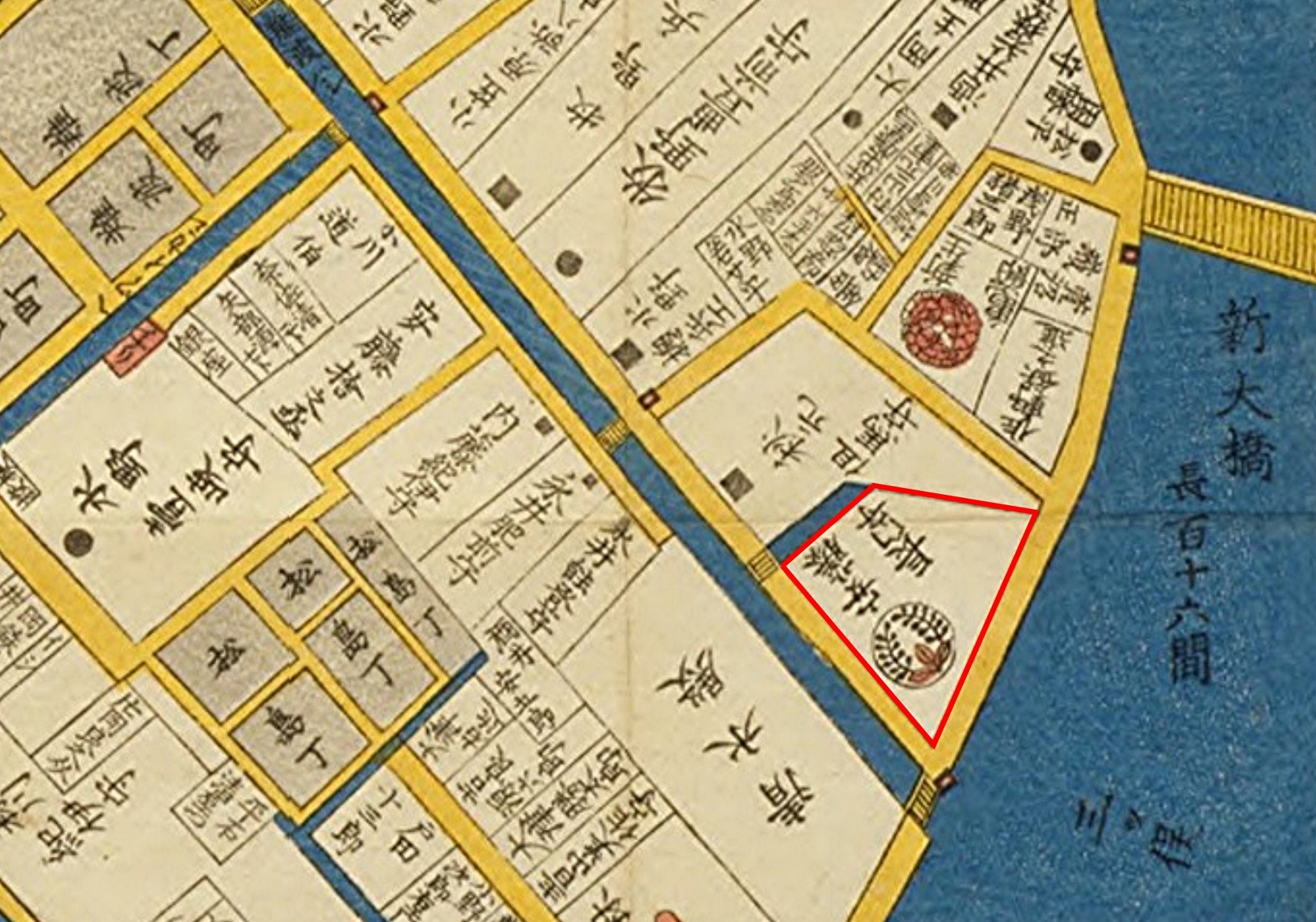
Taira-Andō Residenz in Edo

Die Andō (japanisch 安藤氏, Andō-shi) waren eine Familie des japanischen Schwertadels (Buke) aus der Provinz Mikawa, die sich von Abe no Hirafu und Abe no Nakamaro ableitete. Mit einem Einkommen von 50.000 Koku gehörten die in Taira (Provinz Mutsu) residierenden Andō zu den mittelgroßen Fudai-Daimyō der Edo-Zeit.

## Genealogie
Andō Motoyoshi hatte zwei Söhne, Shigenobu und Naotsugu.
- Shigenobu (重信, 1558–1622) nahm an den Kriegen Tokugawa Ieyasus teil. Dieser beförderte ihn 1612 zum Daimyō und gab ihm die Domäne Takasaki (Kōzuke).
- Shigenaga (重長, 1600–1657), Shigenobus Sohn, erfreute sich der Gunst der Shogune Tokugawa Hidetada und Iemitsu. Seine Nachkommen residierten nacheinander 1695 in Matsuyama (Bitchū), ab 1711 in Kanō (Mino) und schließlich 1756 bis 1868 in Taira.
  - Nobumasu (信正, 1819–1871), Tsushima no kami, letzter Daimyō dieser Linie, war ein Mitarbeiter Ii Naosukes und wurde nach dessen Tod Nachfolger im Amt und schloss die Verträge mit den Ausländern ab. Nach 1868 Vizegraf.
- Naotsugu (直次, 1564–1635) erhielt zunächst die Domäne von Kakegawa (Tōtōmi), wurde dann aber 1617 nach Tanabe (Kii) mit 28.000 Koku versetzt. Dort residierten er und seine Nachkommen bis 1868. Danach Vizegraf.